# 獅子井英子
獅子井 英子（ししい えいこ、1965年8月19日 - ）は、東京都港区出身の元ショートトラックスピードスケート選手。
1985年、1987年の2回、世界チャンピオンとなった。公開競技として実施された1988年カルガリーオリンピックで、女子500m、1000m、1500m、3000m、3000mリレーの全5種目に出場した。3000mでスタートから先頭に立って逃げ切り金メダルを獲得、3000mリレーで山田由美子、竹内洋美、木下真理子と共に銀メダルを獲得した。